# Auguste Bailly
Auguste Bailly (* 8. Januar 1878 in Lons-le-Saunier; † 22. April 1967 in Saint-Laurent-en-Grandvaux) war ein französischer Autor, Historiker und Romanist.

## Leben und Werk
Bailly besuchte die École normale supérieure und bestand mit 21 Jahren die Agrégation als Jahresbester. Dann genoss er drei Jahre lang ein Stipendium der Fondation Thiers. Von 1903 bis 1936 war er Gymnasiallehrer in Paris. Bis ins hohe Alter entfaltete er eine weitgespannte Publikationstätigkeit als Romanautor, Historiker und Romanist. Die letzten 20 Lebensjahre verbrachte er in seiner Heimat im französischen Jura.

## Werke

### Romane
- Les Prédestinés 1909
- Les chaînes du passé 1912
- Histoire d’une âme. Août-novembre 1914 1917
- La Foi jurée 1914
- Père et Fils 1918
- Hélène Jarry 1921
- La Carcasse et le Tord Cou 1923, 1998
- L’Homme né de la chair 1923
- L’amour tue et sauve 1923
- Naples au baiser de feu 1924
- La Vestale 1925
- Saint Esprit 1926
- Le Désir et l’Amour 1926, verfilmt 1951
- Estelle, jeune fille d’autrefois 1927
- Mikou, jeune fille d’aujourd’hui 1927
- Estelle et Mikou 1928
- Le Cri de la chair 1928
- Soir 1929
- La Danseuse à la rose 1929
- Le Figuier maudit 1930
- Blanche Monnet 1931
- L’excommuniée 1933

### Geschichte
- Jules César 1932
- Richelieu 1934 (spanisch 1969; portugiesisch 1984)
- Mazarin 1935 (spanisch 1969)
- Louis XI 1936
- Saint François d'Assise et la révolution évangélique 1939
- Byzance 1939 (türkisch 1970, 2006)
- Cléopâtre 1939
- Anne de Bretagne femme de Charles VIII et de Louis XII 1476–1514 1940
- La Florence des Médicis 1942
- Le Cardinal Dubois 1944
- Le Règne de Louis XIV 1946
- La sérénissime république de Venise 1946 (italienisch 1963; spanisch 1963)
- Henry le Balafré duc de Guise 1953
- La Réforme en France jusqu'à l'Edit de Nantes 1960
- Madame de Maintenon 1942
- La guerre de cent ans 1943
- Les grands Capétiens 1180–1328 1952